# Tania Yáñez
Tania Yáñez Martínez (Baracaldo, 8 de marzo de 1986) es una exjugadora de balonmano española que jugó de lateral derecho.

## Trayectoria
Criada en la escuela del balonmano Zuazo, partiendo desde el lateral, Tania se consolidó como una de las máximas artilleras de la División de Honor. Sin embargo, debutó en División de Honor con el Castro Urdiales, el año en el que el Zuazo estaba en División de Honor Plata. Cuando el conjunto baracaldés subió a DHF, Tania volvió a su equipo.
Fue la máxima goleadora de la DHF en la 2013/14 con 220 goles y, en su carrera, anotó más de 700 tantos.
Tras volver a convertirse en la máxima goleadora con el Prosetecnisa Zuazo (volvió a anotar más de 100 goles), en 2015 se anunció su fichaje por el balonmano Bera Bera. La lateral diestra venía a sustituir a Patricia Elorza en el conjunto vasco. En su año con el equipo de San Sebastián, consiguió el triplete: la Supercopa, la Copa de la Reina y la Liga y debutó en la EHF European Cup. Una temporada después, se despedía del balonmano activo.

## Títulos y galardones
- 1 x Liga española (2015/16)
- 1 x Copa de la Reina (2015/16)[7]
- 1 x Supercopa de España (2016)

## Vida
Tania Yáñez argumentó en alguna entrevista que la estabilidad y las exigencias que le debe a su puesto laboral le dificultan mucho su presencia en un equipo de élite como el donostiarra. Compaginar trabajo y deporte no es una tarea sencilla, y Yáñez decidió centrarse en su futuro, diciendo adiós a las pistas para poder disfrutar de su familia y de su pareja. Anunció su retirada junto a De la Torre, Mireia Payá y Anna Vicente.